# Palatul Corner Spinelli

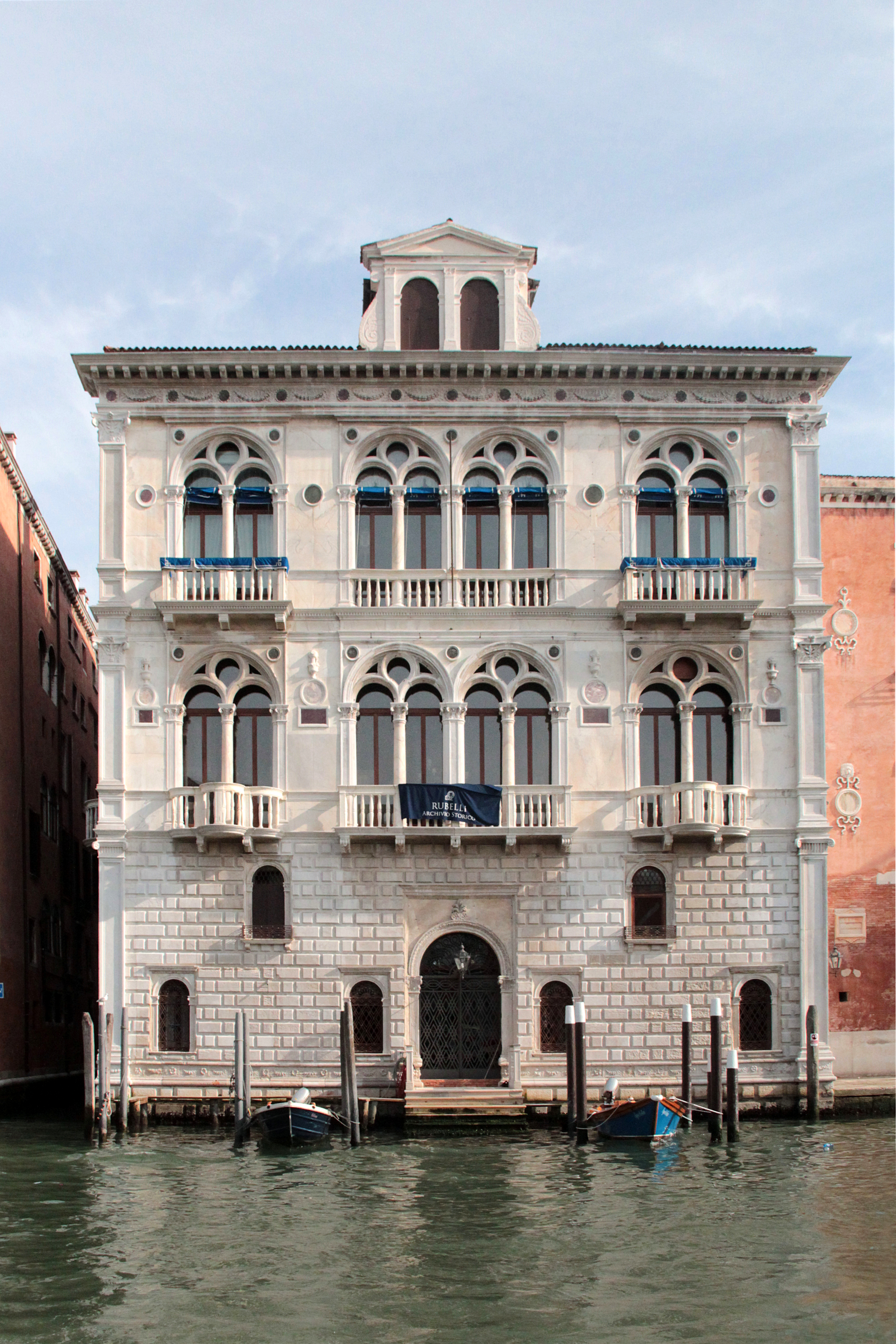
Palatul Corner Spinelli de pe malul stâng al Marelui Canal din Veneția.

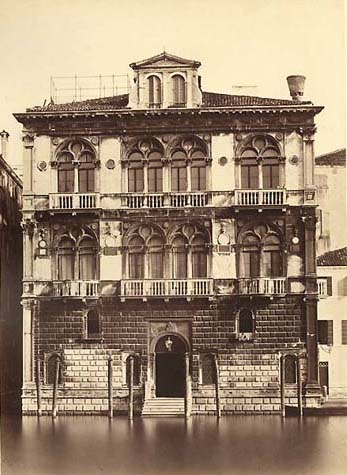
Palatul Corner Spinelli într-o fotografie din secolul al XIX-lea

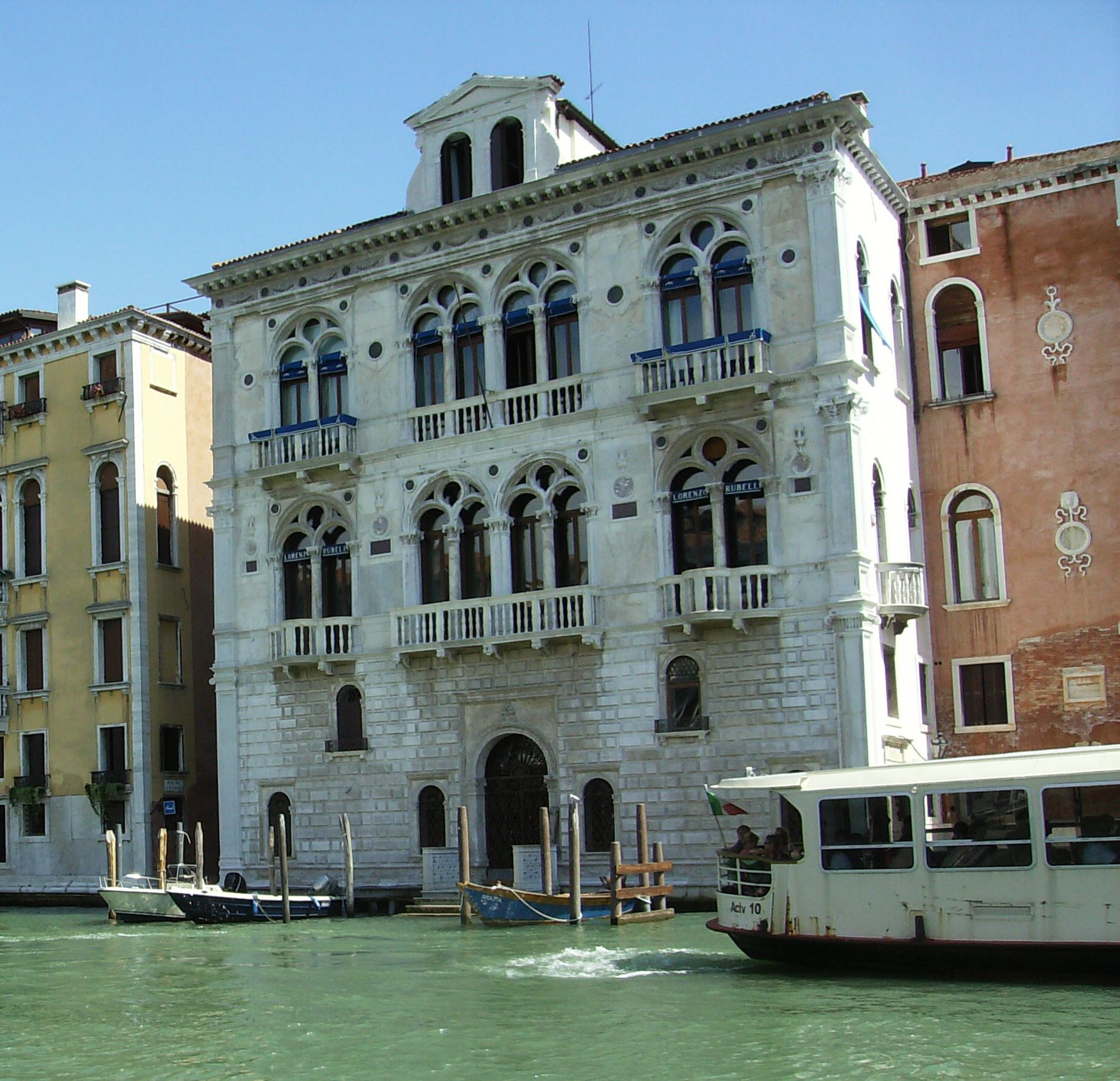
Palatul astăzi

Palatul Corner Spinelli este un palat din Veneția, situat în sestiere San Marco, cu vedere la partea stângă a Canal Grande, vizavi de Palatul Querini Dubois. El este adesea menționat ca emblemă a tranziției de la arhitectura gotică la arta renascentistă venețiană.

## Atribuire
În mod tradițional, palatul este atribuit lui Mauro Codussi, pornind de la ipoteza lui Petru Paoletti din 1897, dar studii recente au negat această posibilitate, atribuind construcția lucrătorilor codussieni, dar cu siguranță nu lui Mauro Codussi: stilul compozițional al fațadei nu se potrivește cu compozițiile arhitecturale precise pe care Codussi le demonstrase deja în lucrările sale.

## Istoric
Casa a fost comandată de familia nobiliară Lando în secolul al XV-lea: a fost construită la o dată necunoscută, dar între 1480 și 1490. În 1542 a fost vândută din cauza situației economice dezastruoase a familiei Lando și mai ales a lui Pietro Lando, arhiepiscop de Candia. Palatul a trecut la familia Corner care i-a însărcinat pe Michele Sanmicheli și Giorgio Vasari să realizeze remodelarea interiorului clădirii. Fațada a fost conservată, în timp ce partea din spate a fost reconstruită în întregime. Intervențiile din interior sunt realizate în stilul neoclasic: utilizarea de coloane și arcade, plus includerea de șeminee în toate camerele principale. O curiozitate este faptul că dormitorul comanditarului, Giovanni Cornaro, prezintă părți de lemn aurite.
În perioada 1740-1810 palatul a fost închiriat familiei Spinelli, fiind ulterior cumpărat de familia Cornoldi. În 1850 a devenit proprietatea dansatoarei Maria Taglioni, care deținea și Palatul Giustiniani Lolin, Palatul Barzizza și Ca' d'Oro.

## Descriere
Palatul Corner Spinelli este un exemplu al tranziției de la stilul gotic, predominant în Veneția până în secolul al XV-lea, la noile linii renascentiste, care, în mod specific, amintesc de contemporanul Ca' Vendramin Calergi.
Fațada dinspre canal este simetrică, deschisă la etajele principale de patru ferestre bifore arcuite și tăiată de cornișe marcapiano, care evidențiază cele trei nivele ale clădirii.
Suprafața exterioară este împodobită la parter cu piatră cioplită, având în centru un portal rotund. În interior, clădirea adăpostește un șemineu din secolul al XV-lea, realizat de Jacopo Sansovino.